# Mateusz Bąk
Mateusz Bąk (ur. 24 lutego 1983 w Pruszczu Gdańskim) – polski piłkarz, występujący na pozycji bramkarza.

## Kariera
Mateusz Bąk jest wychowankiem Jantara Pruszcz Gdański. W wieku 13 lat rozpoczął treningi w Lechii, z pomocą trenera Michała Globisza, który ściągnął go do gdańskiego zespołu. Wkrótce klub upadł. Dzięki inwencji kibiców, stworzono Ośrodek Szkolenia Piłkarskiego Lechia, który rozpoczął rozgrywki w A–klasie.
Po powrocie ze zgrupowania trener Tadeusz Małolepszy wyselekcjonował juniorów oraz seniorów. Mateusz Bąk znalazł się w starszej grupie. Większość ówczesnych graczy Lechii uczęszczała do jednego liceum sportowego. Do piłki podchodzili beztrosko. Na początku zarobki nie były wysokie, jednak po kolejnych awansach pojawiały się stypendia. W międzyczasie Bąk pracował na poczcie oraz uczęszczał na uczelnię. W nocy pełnił funkcję ochroniarza. Praca odbijała się na formie Bąka – grał słabo i wpuszczał dużo goli.
W sezonie 2004/2005 Lechia awansowała z trzeciej do drugiej ligi. Bąk zadebiutował w niej pod koniec lipca 2005 roku w meczu z Jagiellonią Białystok w którym wpuścił jedną bramkę. Do końca rozgrywek był podstawowym bramkarzem i wystąpił łącznie w 33 meczach. W kolejnym sezonie Lechia miała szansę na awans, jednak zajęła ostatecznie piąte miejsce w tabeli i pozostała w drugiej lidze. W kolejnych rozgrywkach Bąk stracił miejsce w bramce na rzecz Pawła Kapsy, który dołączył do zespołu z KSZO Ostrowiec Św. Wystąpił tylko w ośmiu meczach, a Lechia wywalczyła awans do Ekstraklasy.
20 września 2008 roku Bąk zadebiutował w Ekstraklasie w spotkaniu z GKSem Bełchatów, w którym wpuścił jednego gola, a jego klub przegrał 0:1. Do końca rudny jesiennej był podstawowym bramkarzem i wystąpił łącznie w dwunastu pojedynkach w najwyższej polskiej klasie rozgrywkowej. Zimą interesowała się nim Wisła Kraków, jednak do transferu nie doszło. Wiosną przegrał rywalizację z Kapsą, a następnie doznał kontuzji która wykluczyła go z gry w rundzie rewanżowej.
W rundzie jesiennej sezonu 2009/2010 nadal przegrywał rywalizację z Pawłem Kapsą, choć pomimo to zagrał w siedmiu meczach Ekstraklasy. Pod koniec stycznia 2010 roku został wypożyczony na pół roku z opcją pierwokupu do CS Marítimo.
Po nieudanej próbie wywalczenia miejsca w składzie CS Marítimo, wrócił do Lechii ale już łapał się tylko do 2 drużyny .
Zawodnikiem zaciekawiła się Wisła Płock która pozyskała bramkarza, jednak na koniec sezonu 2010/2011 zawodnik nie mógł dojść do porozumienia z klubem i został wolnym zawodnikiem. W okresie przygotowawczym zainteresował się nim zespół Podbeskidzie Bielsko-Biała, z którym Bąk podpisał kontakt, wystąpił w 12 meczach w ekstraklasie w tym klubie.
W sezonie 2012/2013 był zawodnikiem bułgarskiego klubu Etyr Wielkie Tyrnowo. W czerwcu podpisał roczny kontrakt z Lechią Gdańsk. 28 maja 2017 w meczu z Pogonią Szczecin, wszedł na boisko w 84 minucie zastępując Dušana Kuciaka. Było to jego pożegnanie z gdańską publicznością.

## Statystyki
(stan na 21 lutego 2010)
| Sezon         | Klub          | Liga          | Liczba meczów | Liczba bramek |
| ------------- | ------------- | ------------- | ------------- | ------------- |
| 2001/2002     | Lechia Gdańsk | A–klasa       |               |               |
| 2002/2003     | Lechia Gdańsk | Liga okręgowa |               |               |
| 2003/2004     | Lechia Gdańsk | IV Liga       |               |               |
| 2004/2005     | Lechia Gdańsk | III Liga      |               |               |
| 2005/2006     | Lechia Gdańsk | II Liga       | 33            | 0             |
| 2006/2007     | Lechia Gdańsk | II Liga       | 25            | 0             |
| 2007/2008     | Lechia Gdańsk | II Liga       | 8             | 0             |
| 2008/2009     | Lechia Gdańsk | Ekstraklasa   | 12            | 0             |
| 2009/2010 (j) | Lechia Gdańsk | Ekstraklasa   | 7             | 0             |
| 2009/2010 (w) | CS Marítimo   | Primeira Liga | 0             | 0             |